# Área salvaje Chamisso
El área salvaje Chamisso (en inglés: Chamisso Wilderness) es una pequeña área salvaje de los Estados Unidos del estado de Alaska, que protege la isla Chamisso, localizada en el Kotzebue Sound. Comprende 184 ha (1,8 km²). Fue designada por el Congreso de los Estados Unidos en 1975.
La isla Chamisso lleva el nombre del naturalista Adelbert von Chamisso, consta de un gran banco de arena y una zona de playa que está rodeada de una cubierta de tundra con unas ciénagas pantanosas. Los esquimales aún cruzan desde el continente para recoger los huevos de algunas aves, principalmente de gaviotas tridáctilas y araos. Con la excepción de las aves y el zorro ocasional que cruza el mar congelado en invierno, nada vive en las islas que componen la Selva Chamisso. Morsas, focas y ballenas a menudo se pueden ver en la bahía Spafarief.
El área salvaje es gestionada por el Servicio de Pesca y Vida Silvestre de los Estados Unidos.